# Combinat siderurgic

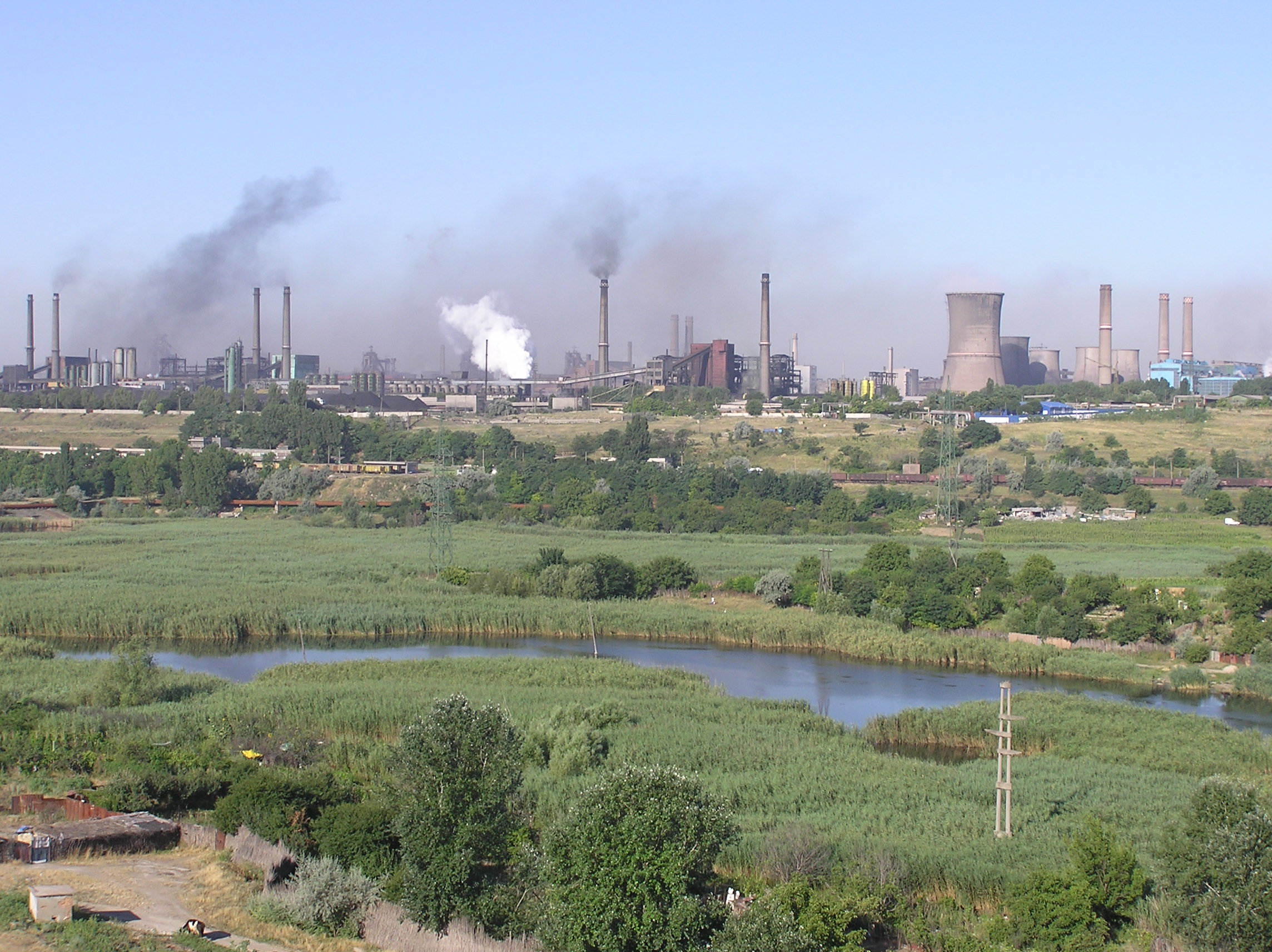
ArcelorMittal Galaţi, cel mai mare combinat siderurgic din România

Un combinat siderurgic este o uzină industrială ce are ca profil de activitate producerea oțelului.
Oțelul este un aliaj de fier și carbon și este produs în urma a două procese. În prima etapă, minereul de fier este separat și topit cu cocs și calcar într-un furnal pentru a se obține fier lichid care fie este turnat sub formă de fontă fie este trimis în etapa următoare. În această etapă impuritățile din fierul topit, cum ar fi sulful, fosforul și excesul de carbon sunt eliminate și sunt adăugate elemente de aliere precum mangan, nichel, crom și vanadiu pentru a se obține un anumit tip de oțel. Oțelul este turnat și livrat sub formă de lingouri, tablă, sârmă sau alte forme diferite.
Cel mai mare combinat siderurgic din lume la ora actuală se află situat în Gwangyang, Coreea de Sud. Cel mai mare combinat siderurgic din România este ArcelorMittal Galați.

## Procese tehnologice
Un combinat siderurgic are următoarele unități pentru producția de oțel:
- Topitoria unde minereul de fier este topit și transformat în fier lichid;
- Oțelăria unde fonta este transformată în oțel lichid;
- Turnătoria unde are loc solidificarea oțelului lichid;
- Laminorul unde are loc reducerea oțelului solidificat în bucăți mai mici și prelucrarea oțelului în formele finale;

Principalele materii prime utilizate într-un combinat siderurgic sunt minereul de fier, calcarul și cărbunele sub formă de cocs. Aceste materiale sunt adăugate într-un furnal unde este eliminat excesul de oxigen iar minereul devine fier lichid. După câteva ore fierul lichid este extras din furnal și fie este turnat sub formă de fontă, fie este trimis mai departe la oțelărie.
Oțelul lichid este turnat în blocuri numite lingouri. În timpul procesului de turnare se folosesc metode diferite, cum ar fi adăugarea de aluminiu pentru ca impuritățile din oțel să se ridice la suprafață de unde vor putea fi eliminate.
Combinatele siderurgice sunt unități industriale mari care de regulă au capacitatea de a produce peste 2.000.000 tone pe an. Produsele finale ale unui combinat siderurgic sunt în general de dimensiuni mari, cum ar fi tablă, sârmă, șină de cale ferată și ocazional profile lungi cum ar fi bare și țevi.